# Rimland
Rimland – element teorii geopolitycznej stworzonej przez Nicholasa Spykmana, powstałej w opozycji do teorii Heartlandu. Główne założenia Spykmana przedstawione zostały w wydanych podczas wojny dwóch pracach: America’s Strategy in World Politics oraz The Geography of the Peace. Rimlandem mają być tzw. kraje obrzeży wyspy świata, tworzące pierścień oddzielający Heartland od mórz. Spykman zwracał uwagę, że zwycięstwo w toczącej się wówczas II wojnie światowej rozstrzyga się na tym właśnie obszarze. Koncepcję Rimlandu dostrzega się również w stosowanej przez Zachód podczas zimnej wojny strategii powstrzymywania ekspansji ZSRR.
Generalnie Rimland został podzielony na trzy sekcje:
1. Europejskie pobrzeże (The European coast land)

2. Arabsko-Bliskowschodni kraj pustynny (The Arabian-Middle Eastern desert land)

3. Azjatycki kraj monsunowy (The Asiatic monsoon land)